# Cyclosternum schmardae
Espèce
Cyclosternum schmardae est une espèce d'araignées mygalomorphes de la famille des Theraphosidae.

## Distribution
Cette espèce se rencontre en Colombie et en Équateur.

## Étymologie
Cette espèce est nommée en l'honneur de Ludwig Karl Schmarda (1819-1908).

## Publication originale
- Ausserer, 1871 : Beiträge zur Kenntniss der Arachniden-Familie der Territelariae Thorell (Mygalidae Autor). Verhandllungen der Kaiserlich-Kongiglichen Zoologish-Botanischen Gesellschaft in Wien, vol. 21, p. 117-224 (texte intégral).